# Nahlah Saimeh
Nahlah Saimeh (* 1966 in Münster) ist eine deutsche forensische Psychiaterin.

## Leben und Karriere
Die Tochter einer deutsch-niederländischen Mutter und eines jordanischen Vaters wuchs bei ihrer Mutter und deren Eltern auf. Nach dem Abitur studierte sie von 1985 bis 1992 Humanmedizin an der Ruhr-Universität Bochum und der Universität Duisburg-Essen. Von 1992 bis 1997 absolvierte sie ihre Facharztausbildung an den Rheinischen Kliniken der Heinrich-Heine-Universität Düsseldorf. Im Jahre 1998 wurde sie dort Oberärztin in der Abteilung Allgemeine Psychiatrie. Nach ihrer Promotion 1999 in Bochum war sie von 2000 bis 2004 Chefärztin der Klinik für Forensische Psychiatrie und Psychotherapie am Klinikum Bremen-Ost. Von 2004 bis 2018 war sie Ärztliche Direktorin im LWL-Zentrum für Forensische Psychiatrie Lippstadt und Leiterin des dortigen Gutachten- und Fortbildungsinstituts. Des Weiteren war Saimeh von 2015 bis 2018 im Vorstand der DGPPN für den Fachbereich Forensische Psychiatrie. Seit 2018 ist sie als forensische Psychiaterin in Düsseldorf selbständig tätig und seit dem Wintersemester 2019/20 Dozentin an der Friedrich-Schiller-Universität Jena.
Als forensische Gutachterin erstellte sie unter anderem das Gutachten im Fall des „Oma-Mörders“ Olaf D. sowie zum „Horrorhaus von Höxter“ und andere.

„Der Segen der Bürgergesellschaft ist ja nun, dass derjenige, der über ein Mindestmaß an sozialen Kompetenzen, Tagesstruktur und Selbstdisziplin verfügt, grundsätzlich sozial aufsteigen kann.“

## Schriften (Auswahl)
Als Autorin:
- Einstellungen betroffener psychiatrischer Patienten zur Unterbringung nach dem PsychKG NW. 1998 (Dissertation, Universität Bochum, 1999).
- Jeder kann zum Mörder werden: Wahre Fälle einer forensischen Psychiaterin. Piper Verlag, München 2012.
- Ich bring dich um! Hass und Gewalt in unserer Gesellschaft ecowin-Verlag Elsbethen 2017.
- Grausame Frauen Piper Verlag GmbH, München 2020.
- Das liebe Böse: Warum wir gut sein wollen und nicht können. Fischer & Gann, Munderfing 2022, ISBN 978-3-95883-562-7

Als Herausgeberin:
- Gesellschaft mit beschränkter Haftung. Maßregelvollzug als soziale Verpflichtung. Psychiatrie-Verlag, Bonn 2006.
- Motivation und Widerstand. Herausforderungen im Maßregelvollzug. Psychiatrie-Verlag, Bonn 2009.
- mit Jürgen L. Müller, Norbert Nedopil, Elmar Habermeyer, Peter Falkai: Sicherungsverwahrung – wissenschaftliche Basis und Positionsbestimmung. Was folgt nach dem Urteil des Bundesverfassungsgerichts vom 04.05.2011? Medizinisch-Wissenschaftliche Verlagsgesellschaft, Berlin 2012.
- mit Peer Briken, Jürgen L. Müller: Sexualstraftäter. Diagnostik, Begutachtung, Risk-Assessment, Therapie. Medizinisch-Wissenschaftliche Verlagsgesellschaft, Berlin 2021. ISBN 978-3-95466-359-0.